# ババドック 暗闇の魔物
『ババドック 暗闇の魔物』（ババドック くらやみのまもの、原題：The Babadook）は、2014年制作のオーストラリアのホラー映画。
ラース・フォン・トリアー監督の『ドッグヴィル』で助監督を務めたジェニファー・ケントの長編初監督作品。

## あらすじ
アメリアは事故で夫を亡くし、息子のサミュエルと2人で暮らしている。だが、サミュエルは学校で度々問題を起こし、彼女の頭を悩ませていた。一方でサミュエルは、母親が本を読み聞かせると眠りにつくという面もあった。
そんなある夜、サミュエルがアメリアに読んで欲しいと1冊の絵本を持ってきた。だが、“ババドック”なるその絵本は彼女の見たこともないもので、どこか薄気味の悪い絵本であった。それ以降、2人の周囲で次々と奇怪な現象が起きるようになる。

## キャスト
- アメリア：エッシー・デイヴィス
- サミュエル：ノア・ワイズマン
- ロビー：ダニエル・ヘンシュオール
- ヘイリー・マケルヒニー
- ティファニー・リンドール＝ナイト
- バーバラ・ウェスト
- ベンジャミン・ウィンスピアー

## 受賞
本作は世界各国の映画祭で合計50部門以上にノミネートされ、35部門で賞を受賞するなど高い評価を受けた。
- 第4回オーストラリア映画テレビ芸術アカデミー賞
  - 作品賞
  - 監督賞（ジェニファー・ケント）
  - 脚本賞（ジェニファー・ケント）[5]
- 第20回エンパイア賞ベストホラー映画賞[6]
- 第80回ニューヨーク映画批評家協会賞第一回作品賞[7][8]
- 2015年度ブラム・ストーカー賞脚本賞（ジェニファー・ケント）[9]
- 第13回セントラルオハイオ映画批評家協会賞
  - 主演女優賞（エッシー・デイヴィス）
  - 見過ごされた映画賞[10]
- 第48回カンザスシティ映画批評家協会賞SF/ファンタジー/ホラー映画賞[11]
- シッチェス・カタロニア国際映画祭
  - 審査員特別賞
  - 最優秀女優賞（エッシー・デイヴィス）[12]

## 備考
『エクソシスト』の監督ウィリアム・フリードキンは本作について、「未だ嘗てこんなにぞっとする映画を見たことがない。」とツイッターで絶賛した。